# Jytte Guteland

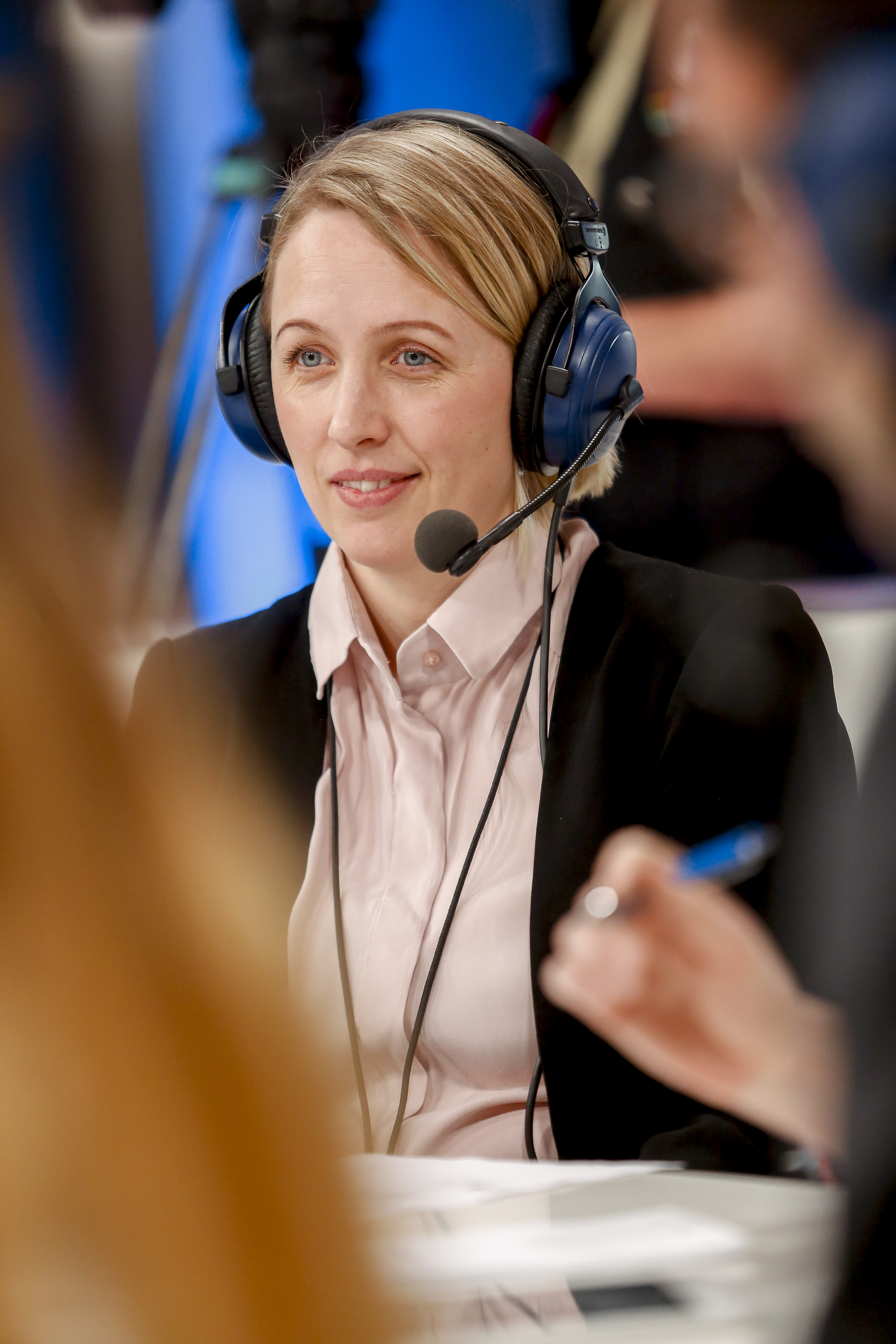
Jytte Guteland (2017)

Jytte Guteland (* 16. September 1979 in Brännkyrka) ist eine schwedische Politikerin der Sveriges socialdemokratiska arbetareparti.

## Leben
Guteland studierte an der Hochschule Södertörn Wirtschaftswissenschaften. Von Juli 2014 bis September 2022 war sie Abgeordnete im Europäischen Parlament. Dort war sie Mitglied im  Ausschuss für Umweltfragen, öffentliche Gesundheit und Lebensmittelsicherheit und in der Delegation für die Beziehungen zu Iran. Im Zuge ihrer Wahl in den Schwedischen Reichstag legte sie am 25. September 2022 ihr Mandat im Europaparlament nieder. Für sie rückte Carina Ohlsson nach. Seit der Wahl zum Schwedischen Reichstag 2022 ist sie Mitglied des Schwedischen Reichstags.